# ターゲット・ディスク・モード

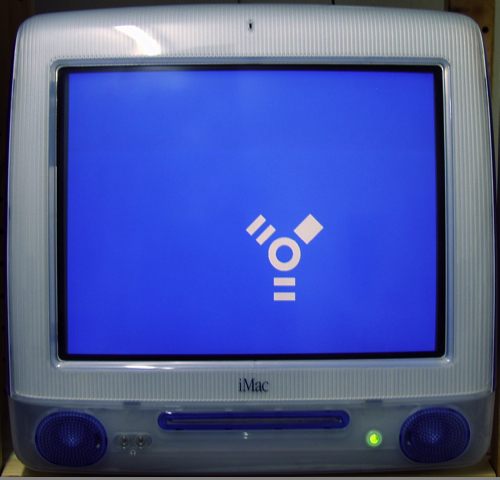
FireWireターゲットモードで起動したiMac DV

ターゲットディスクモード（TDMまたはターゲットモードと呼ばれることもあります）は、 Macintoshに固有のブートモードの1つである。
ターゲットディスクモードに対応したMacは、「T」キーを押しながら起動すると、OSが起動せず、代わりに、MacのファームウェアがドライブをSCSI、FireWire、Thunderbolt、USB-Cの外部大容量ストレージデバイスとして動作させる。
ターゲットディスクモードで起動したMacは、外部デバイスとして、他のコンピュータ（MacまたはPC）の同種ポートに接続できる。たとえば、ターゲットMac内のハードドライブは、他の外付けドライブとまったく同じように、フォーマット、パーティション分割などを行うことができる。一部のコンピュータは、内部CD / DVDドライブおよびその他の内部および外部周辺機器ハードウェアをホストコンピューターで使用できるようにする。
ターゲットディスクモードは、独自のオペレーティングシステムから起動できないMacのコンテンツにアクセスする場合に便利である。ターゲットディスクモードは、Appleの移行アシスタントで使用される古いコンピュータから新しいコンピュータへの相互接続の推奨される形式である。 移行アシスタントは、イーサネット（有線）または無線LANをサポートしているが、TDMはサポートしていない。どちらもUSBには対応していないが、一方のコンピュータにFirewireやThunderboltが搭載されていない場合は、Thunderbolt-to-Firewire、Thunderbolt-to-Gigabit-Ethernet、USB-3.0-to-Gigabit-Ethernetアダプタを使用することができる。

## 歴史
AppleはPowerBook 100でディスクモードアクセスを導入し、その後のほとんどのPowerBookシリーズとFireWireを搭載したMacでそれを提供し続けてきた。必要なソフトウェアがシステムROMに表示されている限り、Macはディスクモードで起動できる。
元々はSCSIディスクモードと呼ばれていたが、特別なケーブル（ SCSIシステムケーブル）を使用すると、元のPowerBookシリーズを外部SCSIディスクとしてデスクトップMacに接続できた。 PowerBookの独自のシステムコントロールパネルを使用して、ホストMacから競合しないSCSIID番号を選択した。これにより、[スタートアップ]コントロールパネルでディスクを選択し、そこから起動することもできた。
PowerBook 150および190以降のIDEドライブへの変更に伴い、AppleはHDターゲットモードを実装した。これは、ATAドライバを介して外部SCSIコマンドを変換することでSCSIディスクモードを本質的に有効にした。公式にはAppleのポータブル機だけのもので、140、145、145B、150、170を除くすべてのPowerBookがディスクモードに対応していた。ただし、SCSIディスクモードは、外部SCSIポートを持つMacintoshであれば、チェーン上のすべての内蔵ドライブをアクティブなホストシステムのデバイスとは異なるIDに設定することができ、割り込みスイッチで起動プロセスをサスペンドすることにより、非公式に実装することができる。
AppleがSCSIインターフェイスを廃止したとき、  Power Mac G4(AGP)から始まり、 「Pismo」PowerBook G3 FireWireターゲットディスクモードに代わり、ラップトップだけでなく、FireWireが搭載された全てのMacへの公式サポートが行われた。
Thunderboltはターゲットディスクモードをサポートしている。
12インチのRetina MacBook（2015）には、1つだけ拡張ポートがある。このUSB-Cポートは、充電、外部ディスプレイ、およびターゲットディスクモードをサポートする。MacBookでターゲットディスクモードを使用するには、USB 3.0またはUSB 3.1をサポートするケーブルが必要である。
MacがAppleシリコンに移行すると、AppleはターゲットディスクモードをMac共有モードに置き換えた。

## システム要件
ターゲットコンピュータ（TDMに配置されるコンピュータ）は次の条件を満たしている必要がある。
- FireWireまたはThunderboltポート[6]
- ATAバス0のATAデバイス[7]
- 次のモデルを除くすべてのMacintosh：
  - iMac（トレイローディング）
  - Power Macintosh G3（Blue＆White） [8]
  - FireWireなしのiBook G3モデル
  - Power Mac G4（PCIグラフィックス） [9]
  - MacBook Air （2008-2010）
  - MacBook （ユニボディ）

ホストコンピュータ（ターゲットディスクモードで起動されたコンピュータの接続先コンピュータ）は、利用するバスを使用する外部大容量記憶装置と同じ要件を満たす必要がある（ブートなどのネイティブMac形式のパーティションにアクセスする場合）HFSやHFS Plusボリュームが必要）。クラシックのMac OS上では、機能拡張のFireWire 2.3.3以降およびMac OS 8.6以降は、Firewireのターゲットを使用する必要がある。
ホストコンピュータがMicrosoft Windows搭載PCの場合、いくつかの欠点がある。MacのHFS/HFS Plus形式のパーティションを読み込むには、MacDrive、TransMac、MacDisk、HFSExplorerなどの追加のドライバが必要となる。また、ユーザは、ターゲットディスクモードでMacにケーブルで接続するために、コンピュータが適切なI/Oを備えている必要がある。 MacDriveには、ターゲットディスクモードでコンピュータが誤って編集されるのを防ぐための読み取り専用オプションもある。ただし、HFS/HFS Plusディスクをマウントした後は、このモードを設定できない。 AppleのBoot CampにHFSドライバが追加されたことで、Windowsを実行しているMacがソフトウェアを購入せずにHFS Plusパーティションを読み取る（書き込みはできない）ことも可能になった。ユーザはこれらのドライバーをメインのBoot Campインストールから分離し、他のWindowsコンピューターにもインストールするようになった。 Linuxを実行しているホストコンピュータは、ターゲットディスクモードを介してMacのHFSまたはHFS Plus形式のデバイスの読み取りと書き込みを行うこともできる。 HFS PlusサポートはLinuxカーネルの一部であるため、ほとんどのディストリビューションですぐに使用できる。ただし、これらのファイルシステムでエラーをチェックすることはできないため、パーティションを縮小または移動するには、MacOSを使用することをお勧めする。

## 参照
- LIOターゲット
- NetBoot